# Hans Breider
Hans Breider (20 mai 1908 à Effeln - 22 novembre 2000 à Wurtzbourg) était un Allemand œnologue, viticulteur et hybrideur de nouveaux cépages de raisins. Il a été marié et a eu quatre enfants.
Il a étudié la biologie et la génétique aux universités de Münster en Westphalie et d'Innsbruck (université Leopold-Franzens).
De 1936 à 1940, il était collaborateur à l'Institut Kaiser-Wilhelm de recherches sur l'hybridation de Müncheberg.
De 1947 à 1950, il dirigea l'Institut national de viticulture à Alzey dans la Hesse rhénane.
À partir de 1950, il a travaillé pour l'établissement principal de viticulture de l'Institut national bavarois d'horticulture et du vin à Wurtzbourg, avant d'en devenir directeur de 1959 à 1973.
En 1971, il publie une étude prouvant la nocivité de certains hybrides de vignes américaines interdits (Jacquez, Clinton, Herbemont, Isabelle, Noah et Othello) avec Vitis vinifera. En alimentant des poulets pendants deux mois avec les raisins issus de ces croisements, il constata l'apparition de malformation sur les poulets et leur descendance.
Pendant son activité, il a créé de nombreux cultivars de raisins, notamment les types Albalonga, Cantaro, Fontanara, Mariensteiner, Muscabona, Ortega, la perle d'Alzey, Sissi et Tamara.